# Christoph Ransmayr

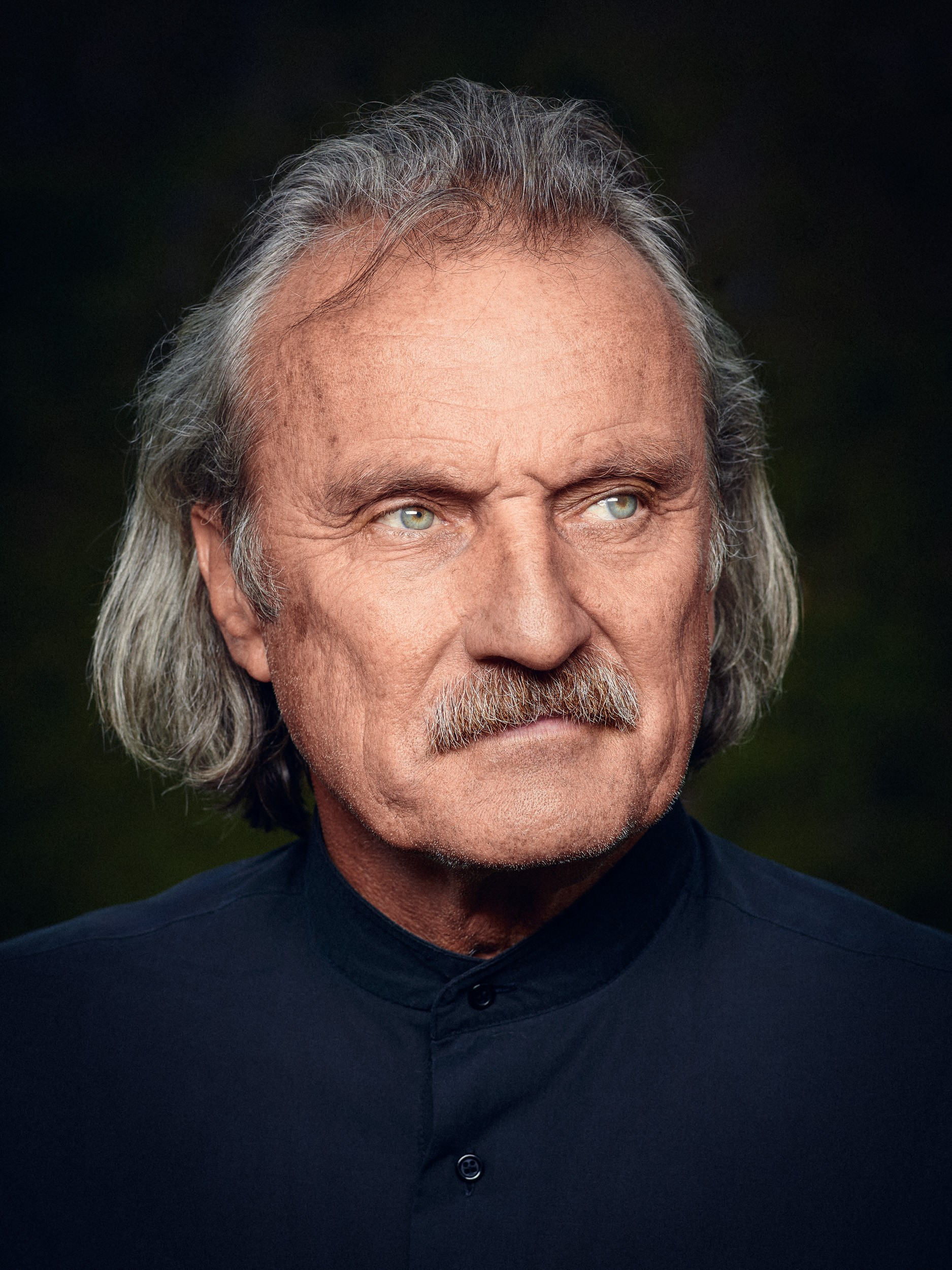
Christoph Ransmayr, 2024

Christoph Ransmayr (* 20. März 1954 in Wels, Oberösterreich) ist ein österreichischer Schriftsteller.

## Leben

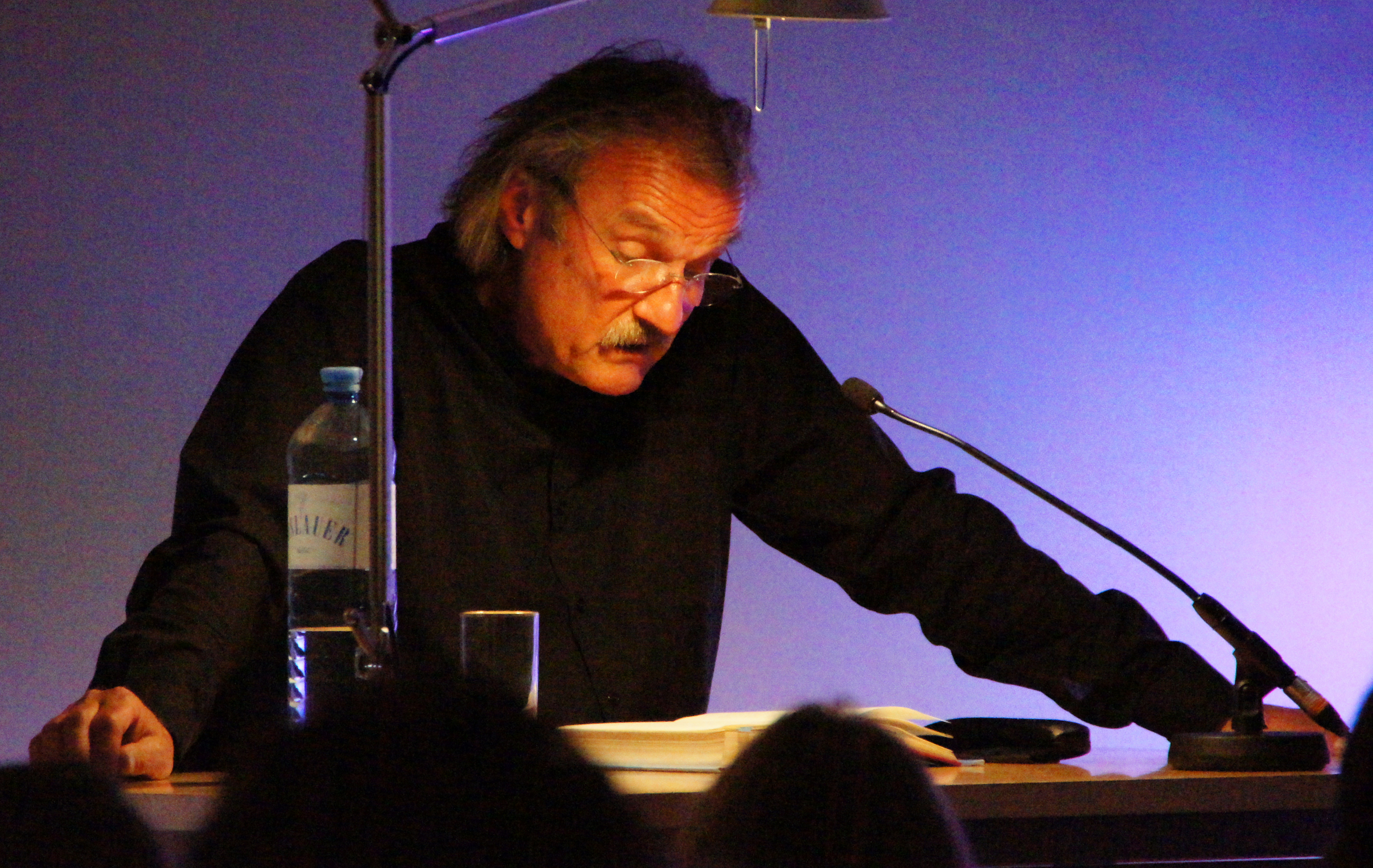
Ransmayr bei einer Lesung aus Atlas eines ängstlichen Mannes, 2013

Ransmayr wuchs in Roitham am Traunfall, Oberösterreich, als Sohn des Volksschullehrers Karl Richard Ransmayr und der Säuglingsschwester Martha Ransmayr, geborene Dopf, auf. Er besuchte das Stiftsgymnasium der Benediktiner in Lambach und studierte von 1972 bis 1978 Philosophie und Ethnologie in Wien. Danach arbeitete er als Kulturredakteur und Autor für verschiedene Zeitschriften wie Extrablatt, Geo, Merian und die von Hans Magnus Enzensberger und Gaston Salvatore herausgegebene Zeitschrift Transatlantik. Seit 1982 ist er freier Schriftsteller. Nach langen Jahren in West Cork im Südwesten Irlands lebt er seit 2006 wieder in Wien.
Er ist seit 2006 mit der Psychoanalytikerin Judith Ransmayr verheiratet.

## Reisen
Nach den ersten Erfolgen unternahm Ransmayr ausgedehnte Reisen nach Asien sowie Nord- und Südamerika. Bevorzugte Reiseziele Ransmayrs sind entlegene Gegenden, Wüsten, arktische Landschaften, „Urlandschaften“, Hochgebirgswelten – mit Reinhold Messner bereist er u. a. Tibet, Nepal, Nordindien, Indochina und den Jemen. Das Reisen und die damit verbundenen Erfahrungen sollten auch sein Schreiben prägen, das so gewonnene Material hat er immer wieder in seinen Werken verarbeitet.
Seine Faszination für abgelegene Gegenden beschreibt Ransmayr folgendermaßen:

„Wer in diesen Landschaften nicht sofort Überlebensstationen errichtet (…), sondern sich eine Weile durch sie hindurchbewegt, bloß, um sie zu betrachten und keine Spuren hinterlässt, wird beschenkt wie in kaum einer anderen Region der Welt – er reist gleichzeitig durch die Weite und durch sein Inneres.“

## Stil
Christoph Ransmayr beschäftigt sich mit Themen wie: Liebe, Tod, Zeit und Vergänglichkeit, grenzüberschreitende Erfahrungen, der Mensch im Kontakt mit einer überwältigenden Natur. 
Christophs Ransmayrs Werk, das in über dreißig Sprachen übersetzt und vielfach ausgezeichnet wurde, besticht durch „größtmögliche Prägnanz“, einem „makellosen Stilgefühl und jener thematischen Schärfe“, die nur diesem Autor zu eigen sei, so Andreas Platthaus.
John E. Woods, sein amerikanischer Übersetzer, vergleicht Christoph Ransmayrs Sprache mit der von Thomas Mann, „beide sind Meister der deutschen Grammatik. Sie können diese immensen Sätze bauen, die alle Raffinessen der Grammatik ausschöpfen.“
Ransmayr verbindet in seiner Prosa häufig historische Ereignisse oder real existierende Persönlichkeiten mit fiktiven Handlungen. 
Er beschreibt seine Erzählkunst wie folgt:

„Historische Zeit wird ersetzt durch Erzählzeit, Anachronismen, wie z. B. Mikrophone und Telefone in der Welt Ovids in ‚Die letzte Welt‘, verweisen auf einen Raum, wo Gegenwart, Zukunft und Vergangenheit ineinander übergehen.“

Bernhard Fetz bemerkt dazu:

„Einen narrativen Raum mit einer eigenen poetischen Zeit zu entwerfen, gehört zu den Grundsätzen von Ransmayrs Poetik. Die Existenz einzelner Menschen wird dabei in einen kosmischen, auch erdgeschichtlichen Zusammenhang und zugleich in bestimmte politische und historische Konstellationen eingebettet.“

## Werk
Ransmayr verbindet in seiner Prosa historische Tatsachen mit Fiktionen. Ferner charakteristisch für seine Romane sind die Schilderung grenzüberschreitender Erfahrungen sowie die literarische Bearbeitung historischer Ereignisse und deren Verknüpfung oder Brechung mit Momenten aus der Gegenwart. Die Verbindung von spannenden Handlungen und anspruchsvollen Formen in seinen ersten beiden Romanen haben ihm viel Lob eingebracht.
Mit seiner Neuschreibung der Ovid’schen Metamorphosen in seinem Roman Die letzte Welt (1988) erzielte Ransmayr ersten großen internationalen Erfolg.
Der Titel seines Romans Morbus Kitahara (1995) spielt auf eine Augenkrankheit gleichen Namens an, die eine zunehmende Verengung des Blickfeldes zur Folge hat. Sie ist Metapher für einen moralischen Defekt, der die Hauptfiguren, Überlebende des Zweiten Weltkriegs, in einem devastierten (verwüsteten) Niemandsland befällt.
1997 verlas Ransmayr als Eröffnungsrede der Salzburger Festspiele die für diesen Anlass verfasste Kurzgeschichte Die dritte Luft oder Eine Bühne am Meer.
Sein Stück Odysseus, Verbrecher – Schauspiel einer Heimkehr wurde in Dortmund im Rahmen der Veranstaltungen zu RUHR.2010 aufgeführt.

## Auszeichnungen
- 1986: Literaturpreis des Kulturkreises der deutschen Wirtschaft
- 1986–1988: Elias-Canetti-Stipendium
- 1988: Anton-Wildgans-Preis
- 1992: Großer Literaturpreis der Bayerischen Akademie der Schönen Künste
- 1995: Franz-Kafka-Preis
- 1995: Franz-Nabl-Preis[7]
- 1996: Prix Aristeion (Gemeinsam mit Salman Rushdie)
- 1997: Solothurner Literaturpreis
- 1997: Premio Letterario Internazionale Mondello
- 1997: Kulturpreis des Landes Oberösterreich
- 1998: Friedrich-Hölderlin-Preis der Stadt Bad Homburg vor der Höhe
- 2001: Nestroy-Theaterpreis
- 2004: Bertolt-Brecht-Literaturpreis der Stadt Augsburg
- 2004: Österreichischer Würdigungspreis für Literatur
- 2007: Heinrich-Böll-Preis der Stadt Köln
- 2009: Goldenes Verdienstzeichen des Landes Wien[8]
- 2009: Premio ITAS del Libro di Montagna für Der fliegende Berg
- 2010: Premio Gambrinus „Giuseppe Mazzotti“
- 2013: Donauland Sachbuchpreis
- 2013: Ernst-Toller-Preis
- 2013: Brüder-Grimm-Preis der Stadt Hanau für Atlas eines ängstlichen Mannes
- 2014: Fontane-Literaturpreis der Stadt Neuruppin für Atlas eines ängstlichen Mannes[9]
- 2015: Prix Jean Monnet de Littérature Européenne für Atlas eines ängstlichen Mannes[10]
- 2015: Prix du Meilleur livre étranger für Atlas eines ängstlichen Mannes (französische Übersetzung Bernard Kreiss)[11]
- 2017: Marieluise-Fleißer-Preis
- 2018: Würth-Preis für Europäische Literatur
- 2018: Kleist-Preis[12]
- 2018: Longlist des Man Booker International Prize mit Der fliegende Berg (englische Übersetzung Simon Pare)[13]
- 2018: Preis der Stadt Wien für Literatur
- 2018: Bayerischer Buchpreis – Ehrenpreis des Bayerischen Ministerpräsidenten[14]
- 2018: Nicolas-Born-Preis.[15]
- 2020: Ludwig-Börne-Preis[16]
- 2023: Park-Kyong-ni-Preis, Seoul (FAZ v. 25. November 2023, S. 18: „Im Herzen der Sprache“, Abdruck der Dankesrede v. 2. November 2023)

## Werke
- Strahlender Untergang (zusammen mit Willy Puchner). Brandstätter, Wien 1982, ISBN 3-85447-006-1. Neuausgabe: S. Fischer, Frankfurt am Main 2000, ISBN 3-10-062923-X.
- Die Schrecken des Eises und der Finsternis. Brandstätter, Wien/München 1984, ISBN 3-85447-043-6.
- Die letzte Welt. Greno, Nördlingen 1988, Reihe Die Andere Bibliothek, ISBN 3-89190-244-1.
- Przemyśl. Ein mitteleuropäisches Lehrstück. 1994
- Morbus Kitahara. S. Fischer, Frankfurt am Main 1995, ISBN 3-10-062908-6.
- Der Weg nach Surabaya. S. Fischer, Frankfurt am Main 1997, ISBN 3-10-062916-7.
- Die dritte Luft, oder Eine Bühne am Meer. S. Fischer, Frankfurt am Main 1997, ISBN 3-10-062920-5. Rede zur Eröffnung der Salzburger Festspiele 1997
- Die Unsichtbare. Tirade an drei Stränden. S. Fischer, Frankfurt am Main 2001, ISBN 3-10-062924-8.
- Der Ungeborene, oder Die Himmelsareale des Anselm Kiefer. S. Fischer, Frankfurt am Main 2002, ISBN 3-10-062925-6.
- Die Verbeugung des Riesen. Vom Erzählen. S. Fischer, Frankfurt am Main 2003, ISBN 3-10-062926-4.
- Geständnisse eines Touristen. Ein Verhör. S. Fischer, Frankfurt am Main 2004, ISBN 3-10-062927-2.
- Der fliegende Berg. S. Fischer, Frankfurt am Main 2006, ISBN 978-3-10-062936-4.
- Damen & Herren unter Wasser (zusammen mit Manfred Wakolbinger). S. Fischer, Frankfurt am Main 2007, ISBN 978-3-10-062937-1.
- Odysseus, Verbrecher. Schauspiel einer Heimkehr. In: RUHR.2010, Uwe B. Carstensen, Stefanie von Lieven (Hrsg.): Theater Theater. Odyssee Europa. Aktuelle Stücke 20/10. Fischer Taschenbuch Verlag, Frankfurt am Main 2010, ISBN 978-3-596-18540-5. S. 337–428. / Einzelausgabe: S. Fischer, Frankfurt am Main 2010, ISBN 978-3-10-062945-6.
- Der Wolfsjäger. Drei polnische Duette (zusammen mit Martin Pollack). S. Fischer, Frankfurt am Main 2011, ISBN 978-3-10-062950-0.
- Atlas eines ängstlichen Mannes. S. Fischer, Frankfurt am Main 2012, ISBN 978-3-10-062951-7.
- Gerede: Elf Ansprachen. S. Fischer, Frankfurt am Main 2014, ISBN 978-3-10-062952-4.
- Cox oder Der Lauf der Zeit. S. Fischer, Frankfurt am Main 2016, ISBN 978-3-10-082951-1.
- Arznei gegen die Sterblichkeit. Drei Geschichten zum Dank. S. Fischer, Frankfurt am Main 2019, ISBN 978-3-10-397478-2.
- Der Fallmeister. Eine kurze Geschichte vom Töten. S. Fischer, Frankfurt am Main 2021, ISBN 978-3-10-002288-2.
- Unter einem Zuckerhimmel. Balladen und Gedichte. Illustriert von Anselm Kiefer. S. Fischer, Frankfurt am Main 2022, ISBN 978-3-10-397502-4.
- Als ich noch unsterblich war: Erzählungen. S. Fischer, Frankfurt am Main 2024, ISBN 978-3-10-397608-3.[17]
- Egal wohin, Baby: Mikroromane. S. Fischer, Frankfurt am Main 2024, ISBN 978-3-10-397661-8.

Als Hörbuch, gelesen vom Autor, sind bisher erschienen: Atlas eines ängstlichen Mannes, Der fliegende Berg, Die letzte Welt, Die Schrecken des Eises und der Finsternis und Cox oder Der Lauf der Zeit.